# Lauren Paolini
Lauren Adair Paolini (ur. 22 sierpnia 1987 w Tustin) – amerykańska siatkarka, reprezentantka kraju, środkowa.
Obecnie występuje w japońskiej Superlidze, w drużynie Hitachi Rivale.

## Sukcesy klubowe
Mistrzostwo Azerbejdżanu:
- 2013

Mistrzostwo Japonii:
- 2016

## Sukcesy reprezentacyjne
Puchar Panamerykański:
- 2012, 2013, 2015

Mistrzostwa Ameryki Północnej:
- 2013

Puchar Wielkich Mistrzyń:
- 2013

Volley Masters Montreux:
- 2014

Igrzyska Panamerykańskie:
- 2015

## Nagrody indywidualne
- 2013 - Najlepsza blokująca Mistrzostw Azerbejdżanu w sezonie 2012/2013